# Jorge Dely Valdés
Pour les articles homonymes, voir Dely et Valdés.
Jorge Dely Valdés est un footballeur international panaméen né le 12 mars 1967.

## Biographie
Il a deux frères qui ont été footballeurs professionnels Julio Dely Valdés et Armando Dely Valdés (mort en 2004).